# Bundesblatt

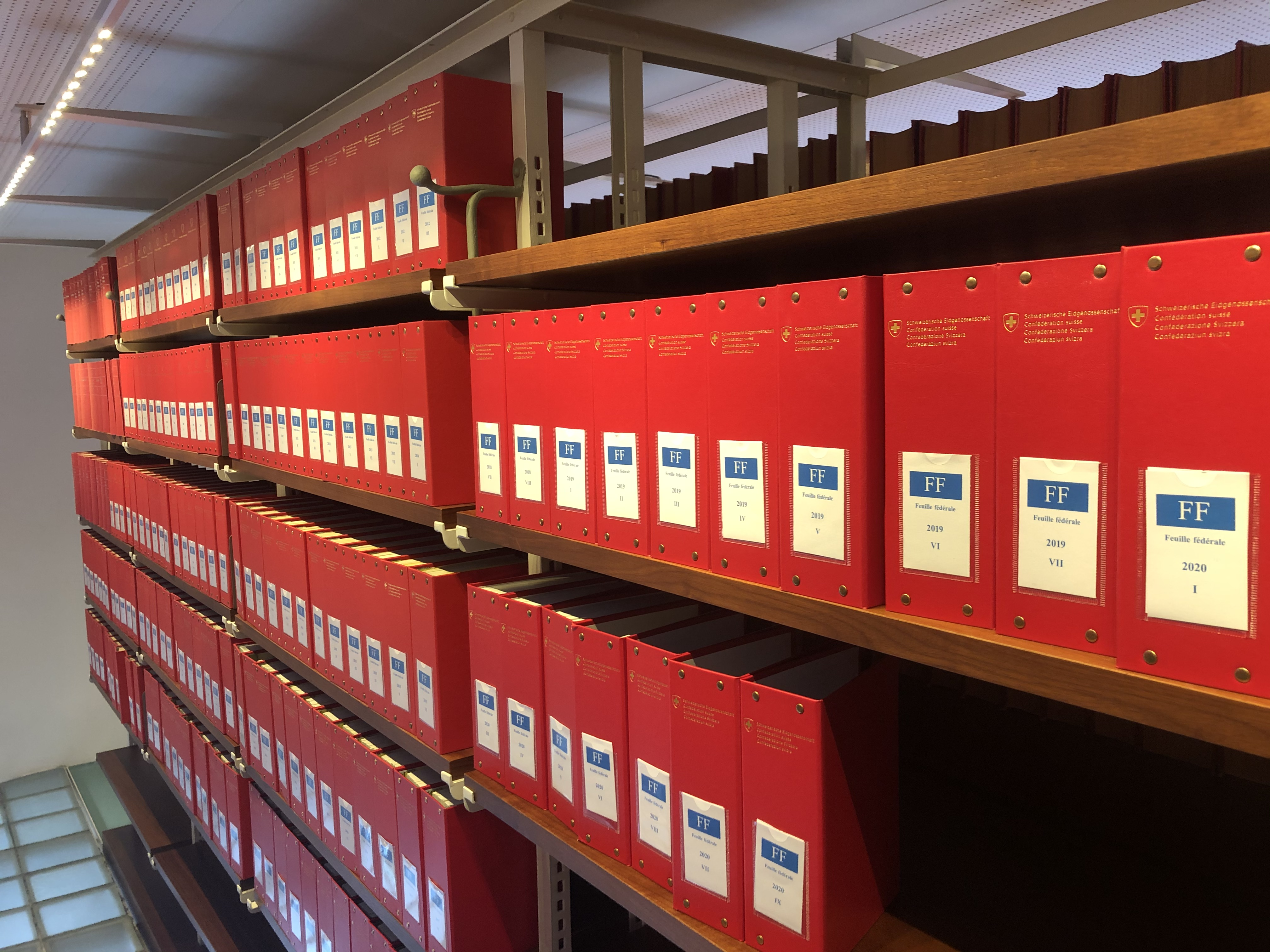
Ordner des Bundesblattes in der Parlamentsbibliothek in Bern

Das Bundesblatt (BBl; französisch Feuille fédérale (FF), italienisch Foglio federale (FF), rätoromanisch Fegl uffizial federal (FF)) ist das Publikationsorgan des Schweizer Parlaments (Bundesversammlung), der Schweizer Regierung (Bundesrat) und der Bundesverwaltung. Seine gesetzliche Grundlage ist Art. 13 des Bundesgesetzes über die Sammlungen des Bundesrechts und das Bundesblatt (Publikationsgesetz, PublG) vom 18. Juni 2004.
Das Bundesblatt ist chronologisch gegliedert; Fundstellen sind über die entsprechenden Jahres- und Seitenzahlen eindeutig auffindbar und zitierbar.
Im Bundesblatt werden veröffentlicht:
- die Botschaften und Entwürfe des Bundesrates zu Erlassen der Bundesversammlung (Bundesgesetze, Verordnungen der Bundesversammlung und Bundesbeschlüsse);
- die Berichte und die Entwürfe von Kommissionen der Bundesversammlung zu Erlassen der Bundesversammlung und die entsprechenden Stellungnahmen des Bundesrates;
- die von der Bundesversammlung verabschiedeten Bundesbeschlüsse, welche dem obligatorischen Referendum unterstehen (Verfassungsänderungen inkl. Volksinitiativen, Genehmigung völkerrechtlicher Verträge nach Art. 140 Abs. 1 Bst. b BV);
- die von der Bundesversammlung beschlossenen Bundesgesetze und Bundesbeschlüsse (insb. Genehmigung völkerrechtlicher Verträge nach Art. 141 Abs. 1 Bst. d BV), welche dem fakultativen Referendum unterstellt werden;
- die von der Bundesversammlung verabschiedeten einfachen Bundesbeschlüsse, die nicht dem Referendum unterstehen;
- Weisungen des Bundesrates;
- weitere Texte, die aufgrund der Bundesgesetzgebung aufzunehmen sind.

Ferner können weitere Berichte des Bundesrates, der Kommissionen der Bundesversammlung und der eidgenössischen Gerichte sowie Beschlüsse und Mitteilungen des Bundesrates, der Verwaltung oder von Stellen, die Bundesaufgaben zu erfüllen haben, veröffentlicht werden.
Das Bundesblatt erscheint jede Woche in den drei Amtssprachen. Es wird vom Kompetenzzentrum Amtliche Veröffentlichungen (KAV) der Bundeskanzlei herausgegeben. Während die deutsche und französische Fassung seit 1849 publiziert wurden, folgte die italienische Fassung erst 1918. In einer Beilage zum Bundesblatt werden ferner Bundeserlasse von besonderer Tragweite in romanischer Sprache veröffentlicht. Der Bundesrat bestimmt diese Erlasse nach Rücksprache mit der Regierung des Kantons Graubünden. 
Sämtliche Ausgaben des Bundesblatts sind über Internet abrufbar. Die Bände von 1849 bis 1999 wurden im Auftrag des Schweizerischen Bundesarchivs gescannt und OCR-erfasst.
Die im Bundesblatt veröffentlichten Botschaften des Bundesrates und Berichte der Kommissionen der Bundesversammlung können auch via die parlamentarische Geschäftsdatenbank Curia Vista gefunden werden.